# ГЕС Baixo Iguaçu
ГЕС Baixo Iguaçu — гідроелектростанція, що станом на 2018 рік споруджується на південному сході Бразилії у штаті Парана. Знаходячись після ГЕС José Richa, становитиме нижній ступінь каскаду на річці Іґуасу, яка впадає зліва в другу за довжиною річку Південної Америки Парану.
У межах проекту річку перекриють кам'яно-накидною греблею довжиною 516 метрів, яка утворить водосховище з площею поверхні 31,6 км2 (у разі повені до 35,4 км2) та об'ємом 212 млн м3. В операційному режимі його поверхня коливатиметься між позначками 258 і 259 метрів НРМ, а максимальний рівень під час повені сягатиме 260,6 метра НРМ. При цьому нормальний рівень води у нижньому б'єфі становитиме 242 метри НРМ, проте може підійматись до 255,8 метра НРМ.
Машинний зал обладнають трьома турбінами типу Каплан потужністю по 119,3 МВт, що працюватимуть при номінальному напорі 16,6 метра.
Інвестиції у спорудження електростанції перевищуватимуть 1,3 млрд доларів США.